# Modus (statistika)
Modus v teoriji verjetnosti in statistiki je vrednost, ki se najbolj pogosto pojavlja v množici vrednosti slučajne spremenljivke.
Modus se pogosto zamenjuje s srednjo vrednostjo in mediano. Srednja vrednost je aritmetično povprečje množice podatkov, mediana pa samo razdeli množico vrednosti na dva po številu enaka dela. Vsaka od teh treh vrednosti se določa na popolnoma drugačen način. Te vrednosti se močno razlikujejo pri porazdelitvah, ki imajo tudi veliko nesimetričnost (glej koeficient simetrije). Vrednost modusa ni vedno enolično določena. To se opaža v porazdelitvah, ki so enakomerne. V takšnih porazdelitvah so vse vrednosti enako verjetne in ni nobene, ki bi se bolj pogosto pojavljala. 
Pri diskretnih porazdelitveh je modus enak vrednosti slučajne spremenljivke pri maksimumu funkcije verjetnosti. To tudi pomeni, da je modus enak tisti vrednosti, ki je najbolj verjetna.